# Thujamos
Thujamos (Thuidium) is een geslacht van mossen uit de thujamosfamilie (Thuidiaceae). Het is een algemeen voorkomend geslacht van terrestrische mossen, dat wereldwijd verspreid is.
In België en Nederland wordt het geslacht vertegenwoordigd door vijf soorten.

## Naamgeving enetymologie
- Engels: Fern moss

De botanische naam Thuidium is Oudgrieks voor thuja, naar de gelijkenis met de levensboom (Thuja occidentalis).

## Kenmerken

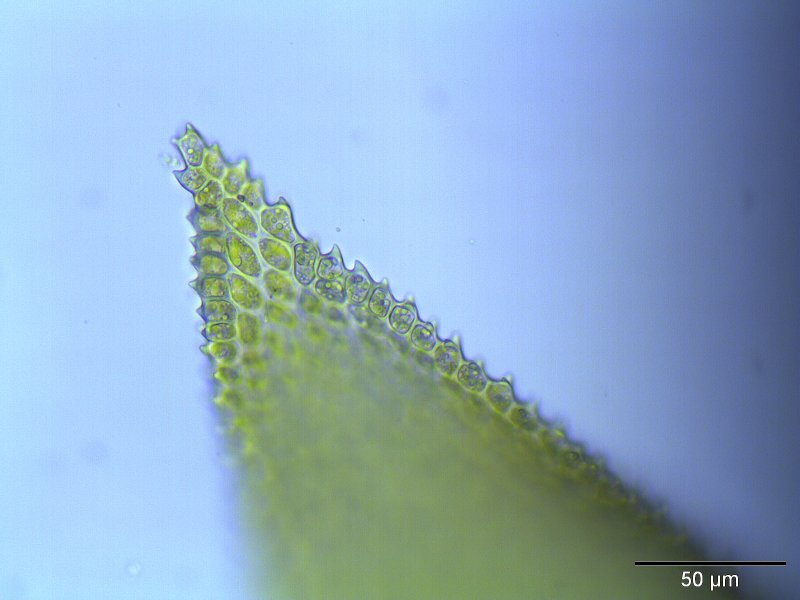
Zweepthujamos (T. assimile), getande bladrand (400x)

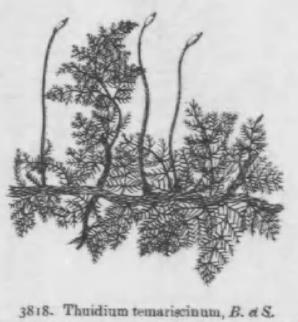
Gewoon thujamos (T. tamariscinum), sporogoon

Thujamossen zijn mattenvormende mossen die vaak uitgestrekte oppervlaktes bedekken. De stengels zijn kruipend, de blaadjes mat licht- tot olijfgroen en enkel- tot drievoudig geveerd. De stengels zijn dikwijls bezet met parafylliën, sterk gereduceerde blaadjes. De stengelblaadjes zijn meestal ovaal of driehoekig, geplooid aan de voet en eindigend op een punt. De takblaadjes zijn kleiner. De bladnerf loopt door tot in de top van het blad. De bladcellen dragen elk een papil aan de rand, waardoor de bladrand fijn getand is.
Sporenkapsels komen over het algemeen zelden voor. Ze zijn gekromd cilindrisch en staan schuin op een lange steel of seta. Het kapsel wordt afgesloten door een lang gesnaveld operculum.

## Ecologie en verspreiding
Thujamossen zijn terrestrische planten met een kosmopolitische verspreiding, behalve in de poolgebieden.

## Soortenlijst
Het geslacht omvat 70 tot 100 soorten, waarvan vijf soorten in België en Nederland voorkomen, te weten:
- Thuidium abietinum (Mitt.) A.Jaeger (Sparrenmos)
- Thuidium assimile (Mitt.) A.Jaeger (Zweepthujamos)
- Thuidium delicatulum (Hedw.) Mitt. (Fraai thujamos)
- Thuidium recognitum (Hedw.) Lindb. (1874) (Stug thujamos)
- Thuidium tamariscinum (Hedw.) Schimp. (1852) (Gewoon thujamos)

... · T. abietinum (sparrenmos) · T. assimile (zweepthujamos) · T. delicatulum (fraai thujamos) · T. recognitum (stug thujamos) · T. tamariscinum (gewoon thujamos) · ...